# Earnshaw Glacier
Earnshaw Glacier är en glaciär i Antarktis. Den ligger i Västantarktis. Argentina, Chile och Storbritannien gör anspråk på området. Earnshaw Glacier ligger 964 meter över havet.
Terrängen runt Earnshaw Glacier är kuperad österut, men västerut är den bergig. Terrängen runt Earnshaw Glacier sluttar norrut. Trakten är obefolkad. Det finns inga samhällen i närheten.